# Tetranychus moutensis
Tetranychus moutensis är en spindeldjursart som beskrevs av David C.M. Manson 1970. Tetranychus moutensis ingår i släktet Tetranychus och familjen Tetranychidae. Inga underarter finns listade i Catalogue of Life.